# Fango e gloria - La Grande Guerra
Fango e Gloria - La grande Guerra è un documentario italiano, andato in onda in prima serata su Rai 1 il 24 maggio 2015, per commemorare i cento anni dell'entrata in guerra dell'Italia nella prima guerra mondiale il 24 maggio 1915.
Prodotto da Baires Produzioni Srl in collaborazione con Istituto Luce - Cinecittà S.r.L con il Contributo del Mibact e della Regione Veneto, e il finanziamento di alcuni sponsor privati.
Il film è composto da video originali della Grande Guerra, per la prima volta dotati di colorazione, mentre l'altra parte è un fiction.
La fiction, diretta dall'architetto Leonardo Tiberi, ex direttore editoriale dell'Istituto Luce, è incentrata sulla storia del Milite Ignoto Italiano, che nel film è identificato con Mario, un personaggio di fantasia, interpretato dal veronese Eugenio Franceschini.

## Trama
Mario, un italiano ventenne, dal 1914, dopo l'Attentato di Sarajevo, inizia a preoccuparsi con il suo migliore amico e la fidanzata del destino dell'Italia nel conflitto. Circa un anno dopo, il Re Vittorio Emanuele III, decide che l'Italia entrerà in guerra e mentre il padre e Mario passeggiano, il genitore legge il giornale e lo getta a terra indignato, perché c'era scritto che l'Impero austro-ungarico era rimasto deluso dall'Italia. Dal giornale cade la cartolina che il ragazzo non avrebbe mai voluto ricevere: il richiamo alle armi. Parte e combatte sul fronte italiano fino al 1918, quando durante una battaglia, ordina ai suoi uomini di uscire dalla trincea per avanzare e viene preso da un cecchino austriaco poco fuori dalla trincea. Rimane lì per un po' di tempo (qualche ora), fino a quando due soldati italiani, che cercavano di ristabilire con i fili la linea telefonica, si accorgono che tra tutti quei morti ce n'è ancora uno che si muove: è Mario, ma muove solo le dita e per lui non c'è più niente da fare. Il soldato che va a vedere se è vivo gli ruba l'orologio, l'unico ricordo della fidanzata e l'unica possibilità di essere identificato, perché aveva perso la medaglietta identificativa. Verrà ritrovato qualche giorno dopo e messo con i corpi "non identificati".
Nel 1920 a Maria Bergamas è affidato l'incarico di scegliere fra undici salme di soldati italiani quella da tumulare nell'Altare della Patria a Roma come Milite Ignoto: la donna sceglie quella di Mario. Inizia così il suo ultimo lungo viaggio di tre giorni da Aquileia a Roma, dove la sua fidanzata Agnese e il suo migliore amico Emilio, sperando che dentro quella bara ci sia il loro Mario, gli danno un ultimo saluto.

## Accoglienza

### Critica
Il film ha ricevuto due stelle e mezzo su cinque sia dai recensori del sito MYmovies.it che da quelli di Movieplayer.it, che lo hanno definito "sperimentale" e "curioso", ma non all'altezza di altri classici italiani incentrati sulla Grande Guerra.

## Riconoscimenti
- 2015 - Nastro d'argento
  - Nastro d'argento speciale a Leonardo Tiberi
- 2015 - Globo d'oro
  - Nomination Miglior film a Leonardo Tiberi